# Neritina cristata
Neritina cristata es una especie de molusco gasterópodo de la familia Neritidae en el orden de los Archaeogastropoda.

## Distribución geográfica
Se encuentra en Camerún Costa de Marfil, Gabón y Sierra Leona.    